# Верденберзьке графство

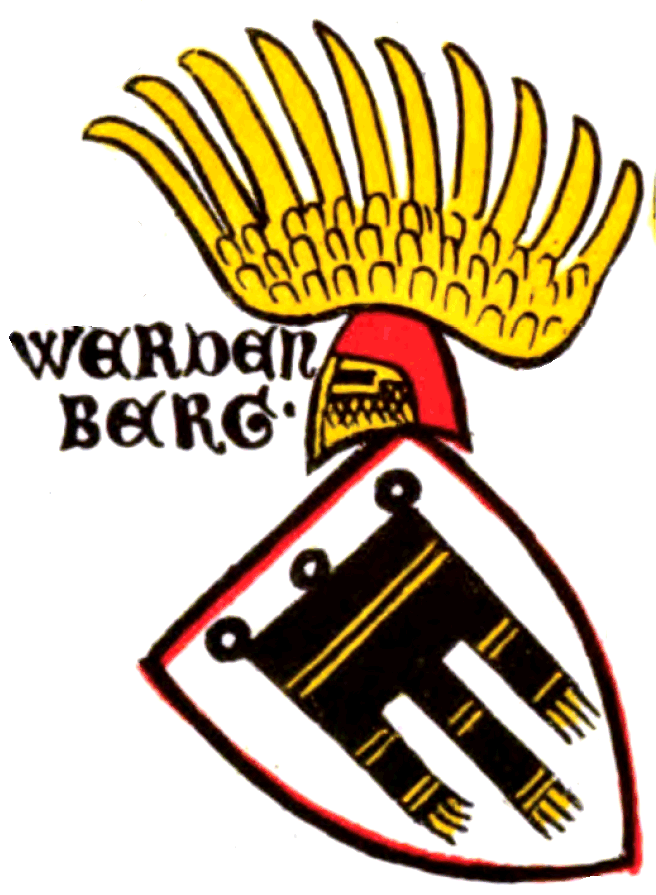
Родовий герб родини Верденберг

Верденберзьке графство (нім. Grafschaft Werdenberg) — графство у складі Священної Римської імперії, яке розташовувалося на обох берегах Рейну, на території, де зараз знаходяться Ліхтенштейн, швейцарський кантон Санкт-Галлен і австрійська земля Форарльберг.
Рід Верденберг бере свій початок від пфальц-графа Хуго ІІ фон Тюбінген (†1182), який узяв шлюб із донькою останнього графа роду фон Брегенц, що володів обширними територіями в районі Боденського озера та в Курській Реції.
Після смерті Хуго ІІ його володіння успадкував другий син, який близько 1200 року заклав замок Монфор та під іменем Хуго І фон Монфор (†1228/30) дав початок династії графів Монфор.
Засновником роду Верденберг вважається старший син Хуго І фон Монфор — Рудольф І; за іншими даними, ним був його другий син Гартманн.
Свою назву графство (так само, як і графський рід) одержало від замку Верденберг, що нині розташований на території швейцарської комуни Грабс (кантон Санкт-Ґаллен). Верденберзьке графство виділилося із графства Монфор у 1230 році.
1260 року графство було розділене на графство Верденберг і графство Зарганс. 1308 року графство Верденберг знову розділилося — на Верденберг-Хейлігенберг і Верденберг-Верденберг.
Вадуцька лінія графів Верденберзьких перервалася в 1416 році, і Вадуц перейшов баронам Брандиса.

## Основні представники роду Верденберг
- Хуго ІІ фон Тюбінген (†1182), одружився з Єлизаветою фон Брегенц
  - Рудольф І фон Тюбінген (†1219)
  - Хуго І фон Монфор, III фон Тюбінген (†1228); засновник роду графів фон Монфор
    - Рудольф І фон Монфор/Верденберг (†1243), одружився з Клементією фон Кібург; засновник роду графів фон Верденберг
      - Хуго І (†1280) → Верденберг-Хейлігенберг
        - Хуго ІІ (†1305)

      - Гартманн І фон Верденберг (†1279) → Верденберг-Зарганс
        - Рудольф ІІ (†1322)

    - Генріх І фон Монфор (†1272), єпископ Курський, домініканець
    - Фрідріх
    - Хуго ІІ фон Монфор (†1257) → Монфор